# Reg (Windows)
reg est une commande MS-DOS permettant d'affecter le registre (regedit).

## Usages
La commande reg propose une aide qui invite à utiliser différentes sous-commandes.
```
REG Opération [Liste de paramètres]

  Opération  [ QUERY   | ADD    | DELETE  | COPY    |
               SAVE    | LOAD   | UNLOAD  | RESTORE |
               COMPARE | EXPORT | IMPORT  | FLAGS ]

Code de retour : (sauf pour REG COMPARE)

  0 : réussite
  1 : échec

Pour obtenir de l'aide sur un type d'opération particulier :

  REG Opération /?

Exemples :

  REG QUERY /?
  REG ADD /?
  REG DELETE /?
  REG COPY /?
  REG SAVE /?
  REG RESTORE /?
  REG LOAD /?
  REG UNLOAD /?
  REG COMPARE /?
  REG EXPORT /?
  REG IMPORT /?
  REG FLAGS /?

```

### reg add
La sous-commande add de la commande reg permet d'ajouter une nouvelle clé au registre.
| Commande       | Description                                                                  |
| -------------- | ---------------------------------------------------------------------------- |
| /?             | Affiche l'aide de la sous-commande add                                       |
| <> KeyName     | Spécifie le chemin d'accès complet de la sous-clé ou une entrée à ajouter    |
| /v <ValueName> | Spécifie le nom de l'entrée de Registre à ajouter sous la sous-clé spécifiée |

### reg delete
La sous-commande delete de la commande reg permet de supprimer une clé au registre.

### reg compare
La sous-commande compare de la commande reg permet de comparer des sous-clés de Registre ou des entrées.

## Sources & Références
1. 1 2 3 4  « Reg », sur technet.microsoft.com (consulté le 31 janvier 2018)